# Macronemurus amoenus
Macronemurus amoenus is een insect uit de familie van de mierenleeuwen (Myrmeleontidae), die tot de orde netvleugeligen (Neuroptera) behoort. 
Macronemurus amoenus is voor het eerst wetenschappelijk beschreven door Hölzel in 1972.